# مارسيل مارينا
مارسيل مارينا ممثلة ومؤدية أصوات لبنانية .

## عن حياتها
دخلت مجال التمثيل في سن باكرة يوم شاركت في فيلم «غارو» للمخرج الراحل غاري غارابتيان، وفي رصيدها إلى اليوم عدد كبير من المسرحيات والمسلسلات والأفلام السينمائية التي وقفت فيها أمام نجوم كبار أمثال حسن علاء الدين ومحمود المليجي وليلى كرم

## أعمالها في الدبلجة

### مسلسلات
- مهما كان الثمن - آميليا.
- جحا الضاحك الباكي

## روابط خارجية
- مارسيل مارينا على موقع قاعدة بيانات الأفلام العربية